# Arrondissements de la Dordogne

Les quatre arrondissements de la Dordogne depuis 2017, très voisins des quatre régions touristiques du Périgord.

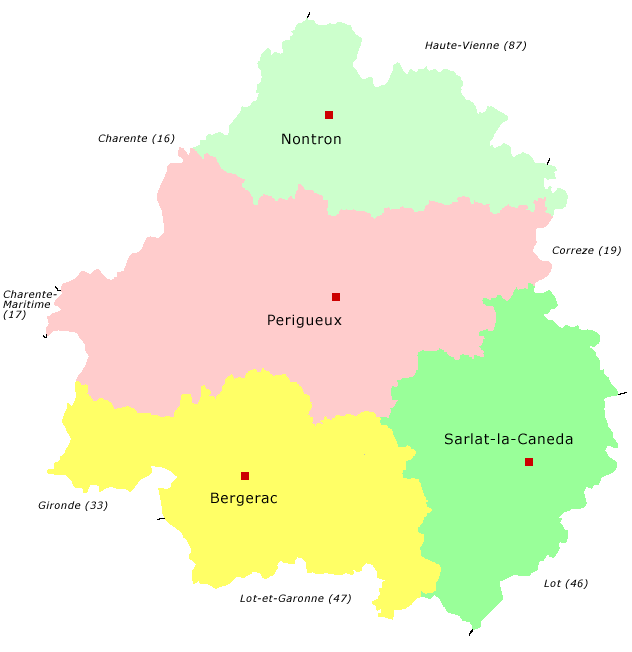
Les quatre arrondissements de la Dordogne entre 1926 et 2016.

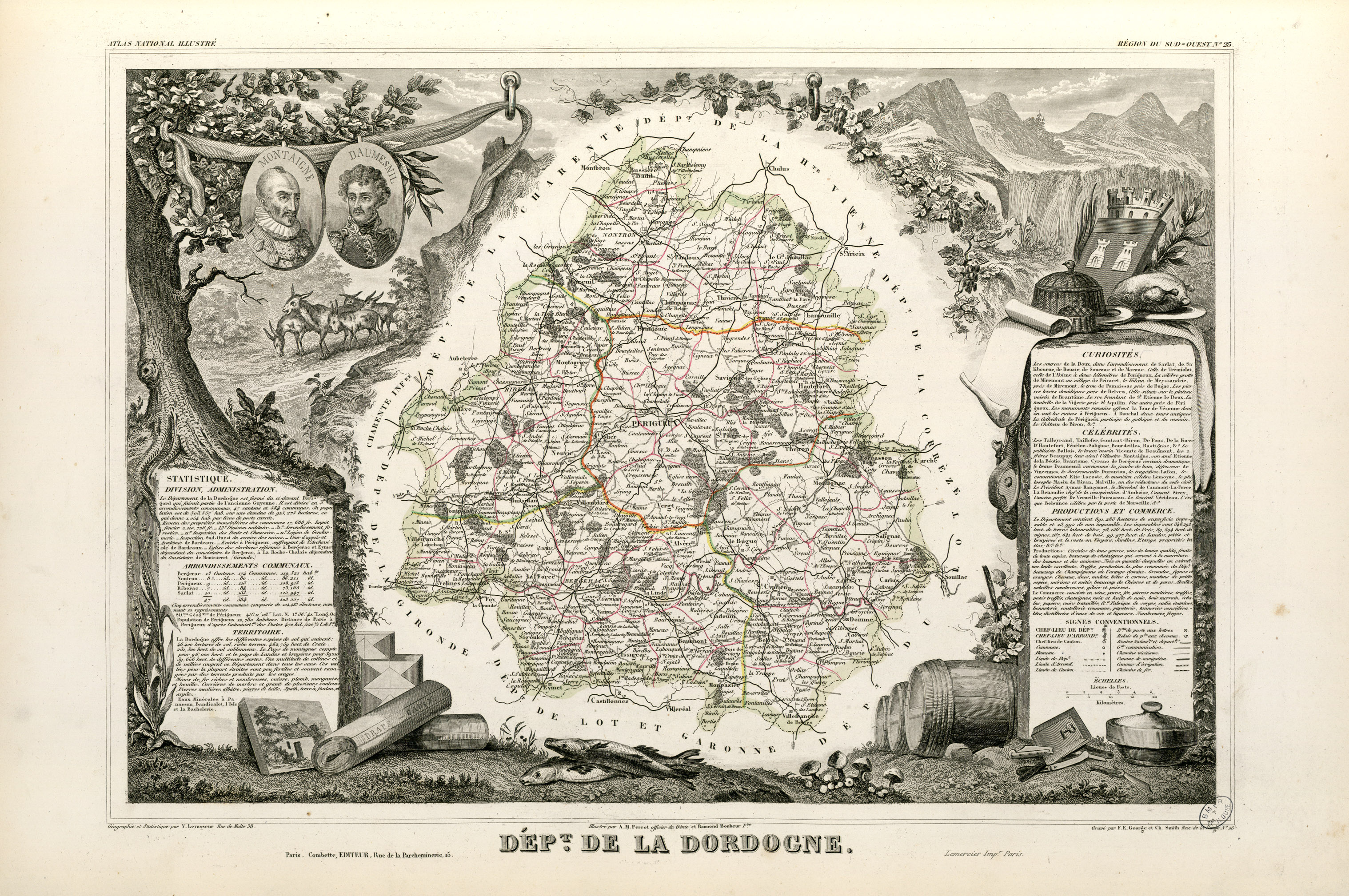
Carte de la Dordogne en 1854 avec ses cinq arrondissements.

Depuis 1926, le département français de la Dordogne est subdivisé en quatre arrondissements.

## Composition
| Nom                                | Code Insee | Superficie (km2) | Population (dernière pop. légale) | Densité (hab./km2) | Modifier             |
| ---------------------------------- | ---------- | ---------------- | --------------------------------- | ------------------ | -------------------- |
| Arrondissement de Bergerac         | 241        | 1 819,90         | 103 299 (2022)                    | 57                 | modifier les données |
| Arrondissement de Nontron          | 242        | 2 097,70         | 54 460 (2022)                     | 26                 | modifier les données |
| Arrondissement de Périgueux        | 243        | 2 869,30         | 177 003 (2022)                    | 62                 | modifier les données |
| Arrondissement de Sarlat-la-Canéda | 244        | 2 273,10         | 81 563 (2022)                     | 36                 | modifier les données |
| Dordogne                           | 24         | 9 060,00         | 416 325 (2022)                    | 46                 | modifier les données |

## Histoire
- 1790 : création du département de la Dordogne avec neuf districts : Belvès, Bergerac, Excideuil, Montignac, Mussidan, Nontron, Perigueux, Ribérac, Sarlat.
- 1800 : création de cinq arrondissements : Bergerac, Nontron, Périgueux, Ribérac, Sarlat.
- 1926 : suppression de l'arrondissement de Ribérac.
- 1965 : à la suite de la fusion des communes de Sarlat et de La Canéda, l'arrondissement de Sarlat devient l'arrondissement de Sarlat-la-Canéda.
- En mars 2015, à la suite du redécoupage cantonal de 2014[1], alors qu'auparavant toutes les communes d'un même canton étaient intégralement incluses à l'intérieur d'un seul arrondissement, plusieurs cantons se trouvent répartis sur deux arrondissements.
- Au 1er janvier 2017, une réorganisation des arrondissements est effectuée, pour intégrer les récentes modifications des intercommunalités et mieux faire coïncider les arrondissements aux circonscriptions électorales ; 72 communes sur 520 sont affectées : 28 passent de Périgueux vers Nontron, 22 passent de Périgueux vers Sarlat-la-Canéda, 21 de Bergerac vers Périgueux et 1 de Bergerac vers Sarlat-la-Canéda[2],[3].